# Poronidulus conchifer
Poronidulus conchifer är en svampart som först beskrevs av Ludwig David von Schweinitz, och fick sitt nu gällande namn av William Alphonso Murrill 1904. Poronidulus conchifer ingår i släktet Poronidulus och familjen Polyporaceae.   Inga underarter finns listade i Catalogue of Life.